# Biblioteca Pública do Estado de Pernambuco
A Biblioteca Pública do Estado de Pernambuco é uma uma biblioteca pública sediada em Recife, Capital do estado brasileiro de Pernambuco.

## História

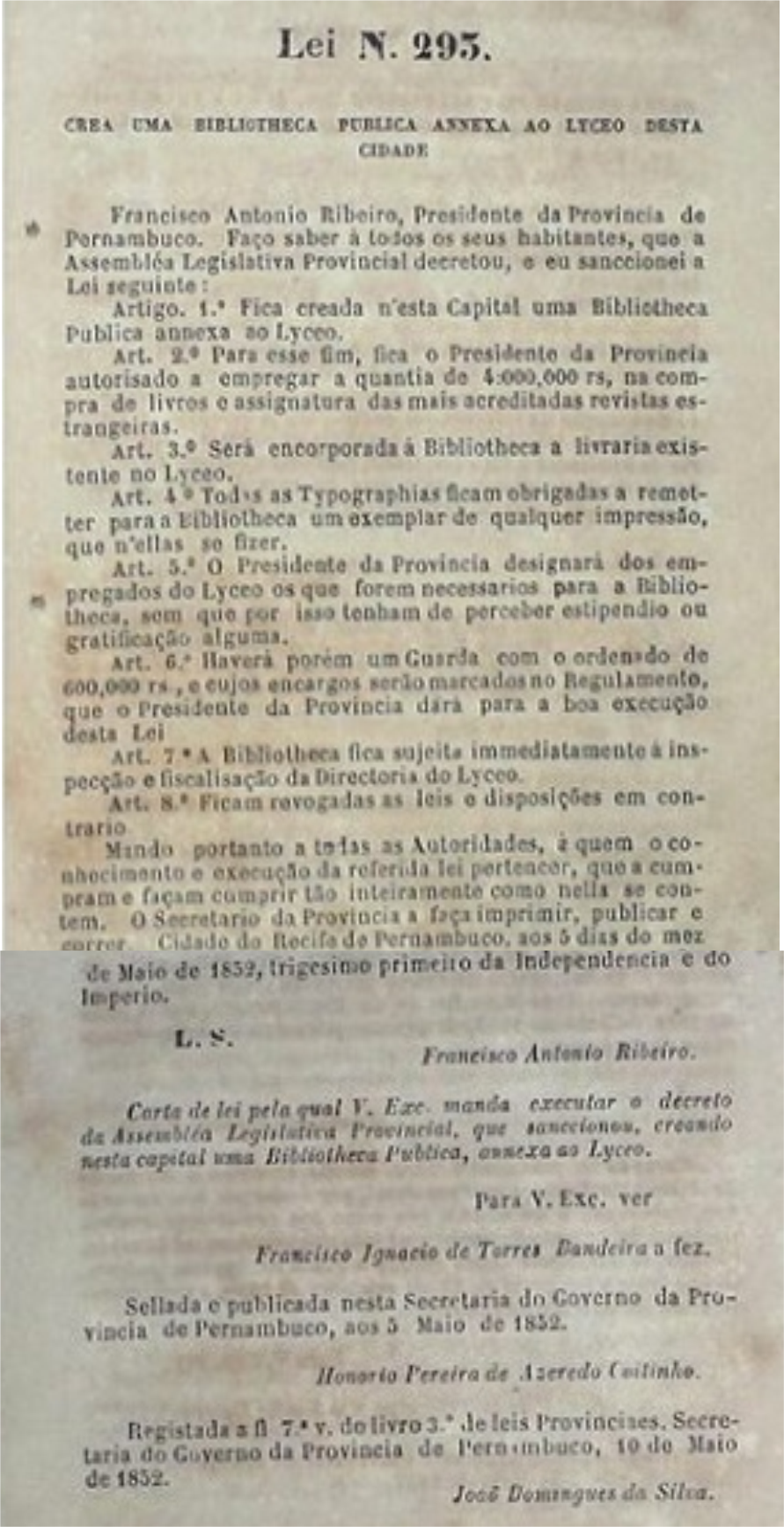
Lei Provincial sancionada por Francisco Antônio Ribeiro que criou a Biblioteca Pernambucana em 5 de maio de 1852.

Foi criada pela em 1852, lei do governo provincial nº 293, com a denominação oficial de Biblioteca Pública Provincial, nos anos inicias a mesma não fora dotada de um edifício próprio e a fez funcionar agregada a diversos outros órgãos, entre os quais, o Liceu Provincial, atual Ginásio Pernambucano, no ano de 1854 foi junto ao Colégio das Artes e em  já estava no Convento do Carmo, de modo que por quase todo o século XX funcionou no Arquivo Público do Estado de Pernambuco até que em 1971 o governo do estado constrói o edifício para sedear a biblioteca e também a batiza para Biblioteca Pública Estadual Presidente Castello Branco, fato que nunca teve razoável aceitação por parte da intelectualidade do estado assim perdurando até o dia 1° de março de 2002, quando a expedição do decreto n° 24.075 retorna ao antigo nome que a biblioteca recebera nos primórdios da proclamação da repúblicaː Biblioteca Pública do Estado de Pernambuco.